# Ángel de la guarda, mi dulce compañía
Ángel de la guarda, mi dulce compañía es una telenovela de habla hispana producida por RTI Televisión para Telemundo y Caracol Televisión, entre 2003 y 2004. Se estrenó primero en Estados Unidos por Telemundo el 15 de septiembre de 2003 en sustitución de Sofía dame tiempo, y finalizó el 11 de agosto de 2004 siendo reemplazado por Luna, la heredera.
Está protagonizada por Diego Ramos y Manuela González, junto con Orlando Miguel y Marcela Angarita como los villanos principales, además de contar con la participación especial de Carlos Ponce.

## Trama
Miguel Ángel era el ángel de Gustavo, pero por un descuido, su protegido murió. El ángel fue sentenciado a terminar lo que su protegido dejó inconcluso, por culpa suya. Entonces deberá convertirse en humano. Su paso por la tierra no ha sido lo más sencillo, pues no tiene ni idea de como comportarse como un ser humano. Al tratar de ayudar a otras personas, esta vez como humano, lo único que hace es complicar y enredar las cosas debido a su inexperiencia. Lo que no sabe este ser celestial es que su misión se verá afectada cuando conoce a Carolina, la entonces prometida de Gustavo, de la cual se enamora.

## Reparto

### Principales
- Diego Ramos como Miguel Ángel Cruz
- Manuela González como Carolina Falla
- Orlando Miguel como Fernando Azula
- Enrique Carriazo como Benigno Perales
- Ana María Trujillo como Diana
- Juan Carlos Vargas como John Jairo
- Ana Bolena Mesa como Mariela de Perales
- Hugo Gómez como Antonio Falla
- Rosemary Bohórquez como Nora "Norita"
- Sandra Pérez como Luisa Falla
- Marcela Angarita como Alejandra Valencia
- Mario Duarte como Rafael
- Sebastián Martínez como John F. Kennedy "Kenny" Perales
- Jorge Arturo Pérez como Brocoli
- Natasha Díaz como Yolanda
- Juan Pablo Barragán como Ricardo
- Luis Enrique Roldán como Teniente Nicholls
- Carlos Ponce como Gustavo Almansa

### Recurrentes
- Sebastián Peterson como Arturo
- Eliana Piñeros como Manuela
- Flor Trujillo
- Ginna Acuña
- Margarita Rosa Arias

## Premios y nominaciones

### Premios India Catalina
- Mejor actor de reparto de telenovela o serie: Enrique Carriazo[cita requerida]

### Premios Caracol
- Mejor actriz de reparto: Ana Bolena Mesa[cita requerida]